# Twierdzenie japońskie
Twierdzenie japońskie to twierdzenie geometrii mówiące, że niezależnie od triangulacji wielokąta wpisanego w okrąg, suma promieni okręgów wpisanych w tak powstałe trójkąty jest stała.
|                                                                    |  |
| suma promieni zielonych okręgów = suma promieni czerwonych okręgów |  |

Twierdzenie japońskie jest jednym z problemów Sangaku. Twierdzenie japońskie dowieść można za pomocą twierdzenia Carnota.